# Dyson (månekrater)
Dyson er et nedslagskrater på Månen. Det befinder sig på Månens bagside bag den nordvestlige rand og er opkaldt efter den britiske astronom Frank W. Dyson (1868 – 1939).
Navnet blev officielt tildelt af den Internationale Astronomiske Union (IAU) i 1970. 

## Omgivelser
Dysonkrateret ligger på den nordlige halvkugle, nordvest for Coulombkrateret og øst for Van't Hoffkrateret. 

## Karakteristika
Det mest usædvanlige ved krateret er den indre vægs asymmetri. Mod nordøst er randen lav og den indre væg er ganske snæver, så den på det nærmeste er ikke-eksisterende. Denne del af randen ligger over det indre af en unavngivet fordybning i overfladen, sandsynligvis et beskadiget krater. I den resterende bue fra den østlige side i urets retning mod nord er den indre væg meget bredere. Som følge heraf er den jævne kraterbund forskudt mod nordøst. Krateret har en central top nær kratermidten, som danner en lineær højderyg, der fortsætter indtil den møder den vestlige væg. Ellers er bunden uden særlige landskabstræk bortset fra nogle få småkratere.
Båden randen og den indre væg er noget slidt og eroderet af nedslag, men der ligger ikke kratere af betydning på dem. Det lille "Dyson X"-krater er forbundet med randens yderside mod nord-nordvest. Et mindre krater er forbundet med den sydvestlige rand, og det ligger også langs den nordøstlige rand af det store satellitkrater "Dyson Q", som er meget stærkt eroderet. En samling småkratere er knyttet til Dysons sydøstlige rand.

## Satellitkratere
De kratere, som kaldes satellitter, er små kratere beliggende i eller nær hovedkrateret. Deres dannelse er sædvanligvis sket uafhængigt af dette, men de får samme navn som hovedkrateret med tilføjelse af et stort bogstav. På kort over Månen er det en konvention at identificere dem ved at placere dette bogstav på den side af satellitkraterets midte, som ligger nærmest hovedkrateret. Dysonkrateret har følgende satellitkratere:
| Dyson | Længde  | Bredde   | Diameter |
| ----- | ------- | -------- | -------- |
| B     | 63,6° N | 117,6° V | 45 km    |
| H     | 59,5° N | 113,7° V | 21 km    |
| M     | 58,4° N | 120,9° V | 34 km    |
| Q     | 59,8° N | 125,7° V | 89 km    |
| X     | 62,6° N | 122,5° V | 28 km    |

## Måneatlas
- Billeder af Dysonkrateret i LPI-måneatlasset